# ヴィシゴロド諸公会議
ヴィシゴロド諸公会議（ヴィシゴロドしょこうかいぎ、ロシア語: Вышгородский съезд）は、1072年にヴィシゴロドで開かれた、ルーシ諸公による会議(ru)の1つである。
キエフ大公ヤロスラフの死後、その年長の子であるイジャスラフ、スヴャトスラフ、フセヴォロドによるルーシの地（キエフ大公国領）の共同統治体制が敷かれていた。彼らが、ボリスとグレプ(ru)の不朽体を、新たに建設した教会へ移すためにヴィシゴロドに集まったのがヴィシゴロド諸公会議である。何人かの歴史学者は、ボリスとグレブがルーシ最初の聖人と宣言されたのはこの年のことであるとみなしている。ヴィシゴロド諸公会議には、ヤロスラフ子らに近しい貴族（ボヤーレ）、府主教、教会の主要人物らも参加した。
政治的見地からみれば、諸公会議、そして不朽体の移転の儀式は、既にほころびを生じ始めていたヤロスラフの子らの三頭体制を、再び磐石なものと印象づけさせるシンボルとして行われたものでもあった。また法制史的には、M.ティホミロフ(ru)、S.ユシュコフ(ru)、L.チェレプニン(ru)らの中世ルーシの法制度の研究者は、『ルースカヤ・プラウダ』中の第19条 - 第41条（「ヤロスラフの子らの法典」）を、ヴィシゴロド諸公会議で承認されたものであるとみなしている。